# Pseudarietites
Pseudarietites – rodzaj niewielkich (kilka cm średnicy) amonitów z grupy Goniatitida żyjących we wczesnym karbonie  (turnej) na terenie współczesnej Europy (również w Polsce, gdzie kilka gatunków opisano z kamieniołomu w miejscowości Dzikowiec). Najsilniejsza radiacja amonitów z tego rodzaju miała miejsce na początku turneju. W 2009 Furnish i współpracownicy podnieśli Pseudarietitinae z jednej z podrodzin Gattendorfiidae do rangi osobnej rodziny Pseudarietitidae.